# Contea di Gilliam
La contea di Gilliam (in inglese Gilliam County) è una contea dello Stato dell'Oregon, negli Stati Uniti. La popolazione al censimento del 2000 era di 1 915 abitanti. Il capoluogo di contea è Condon.

## Geografia
La contea si trova nel centro-nord dello stato al confine con lo stato di Washington. Il confine nord è dato dal fiume Columbia, mentre il fiume ovest dal John Day River. Il territorio è al centro del Bacino del Columbia, quindi prevalentemente pianeggiante, ma ci sono diversi canyon creati dai ruscelli che scendono dalle Blue Mountains. 

### Contee confinanti
- Contea di Klickitat (Washington) - nord
- Contea di Morrow - est
- Contea di Wheeler - sud
- Contea di Wasco - sud-ovest
- Contea di Sherman - ovest

## Storia
La contea fu creata nel 1885. Fu chiamata così in onore del colonnello Cornelius Gilliam.

## Comuni

### Cities
- Arlington
- Condon (capoluogo)
- Lonerock